# Israelitische Kultusgemeinde Linz
Die Israelitische Kultusgemeinde Linz mit Sitz in der oberösterreichischen Landeshauptstadt Linz repräsentiert heute die jüdische Gemeinde von Oberösterreich.

## Geschichte

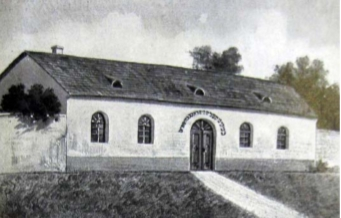
Bethaus in der Marienstraße (Ansicht 1877)

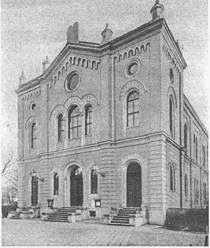
Die 1938 zerstörte erste Linzer Synagoge (Ansicht 1911)

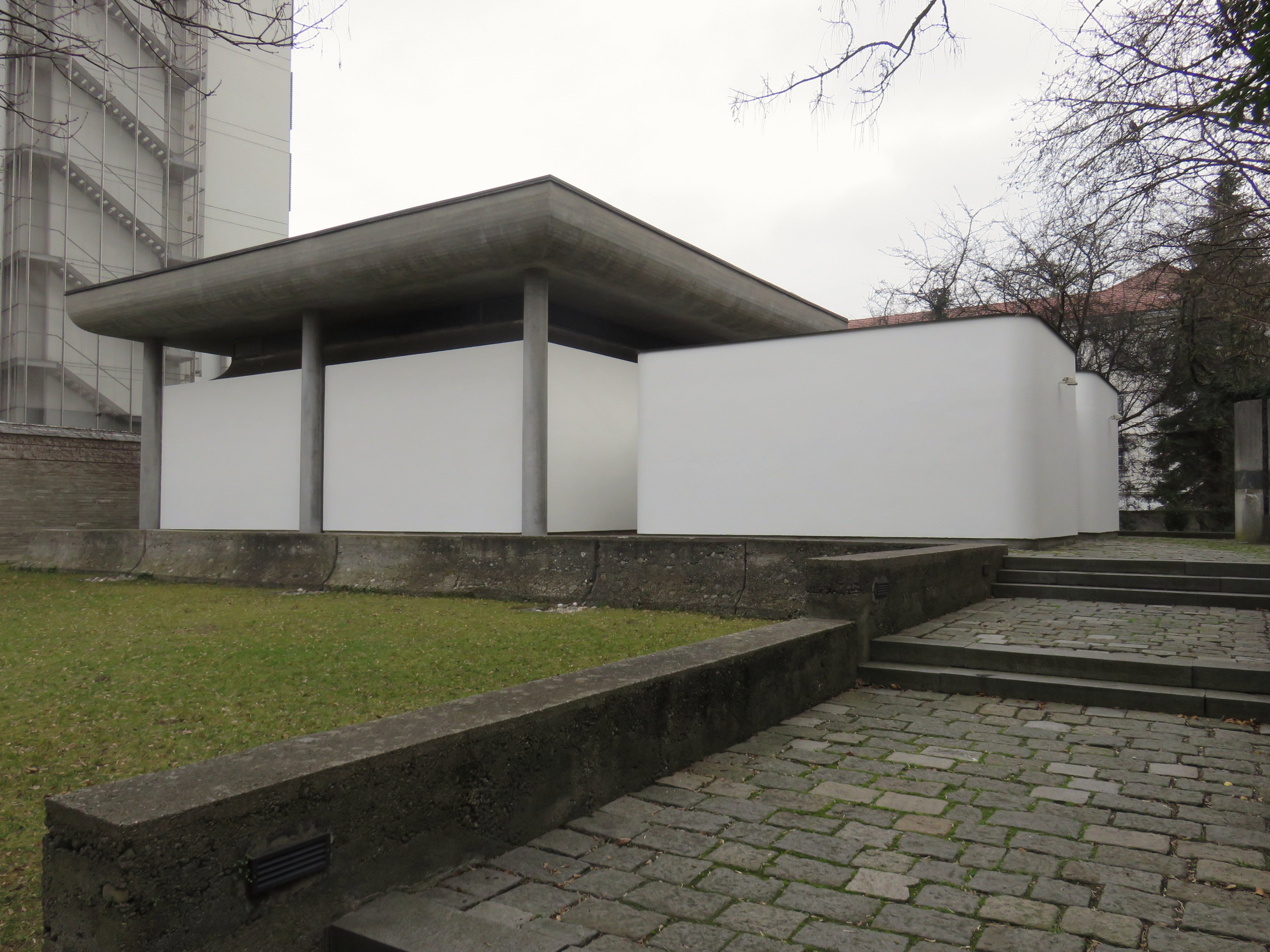
Neubau der Linzer Synagoge (Ansicht 2016)

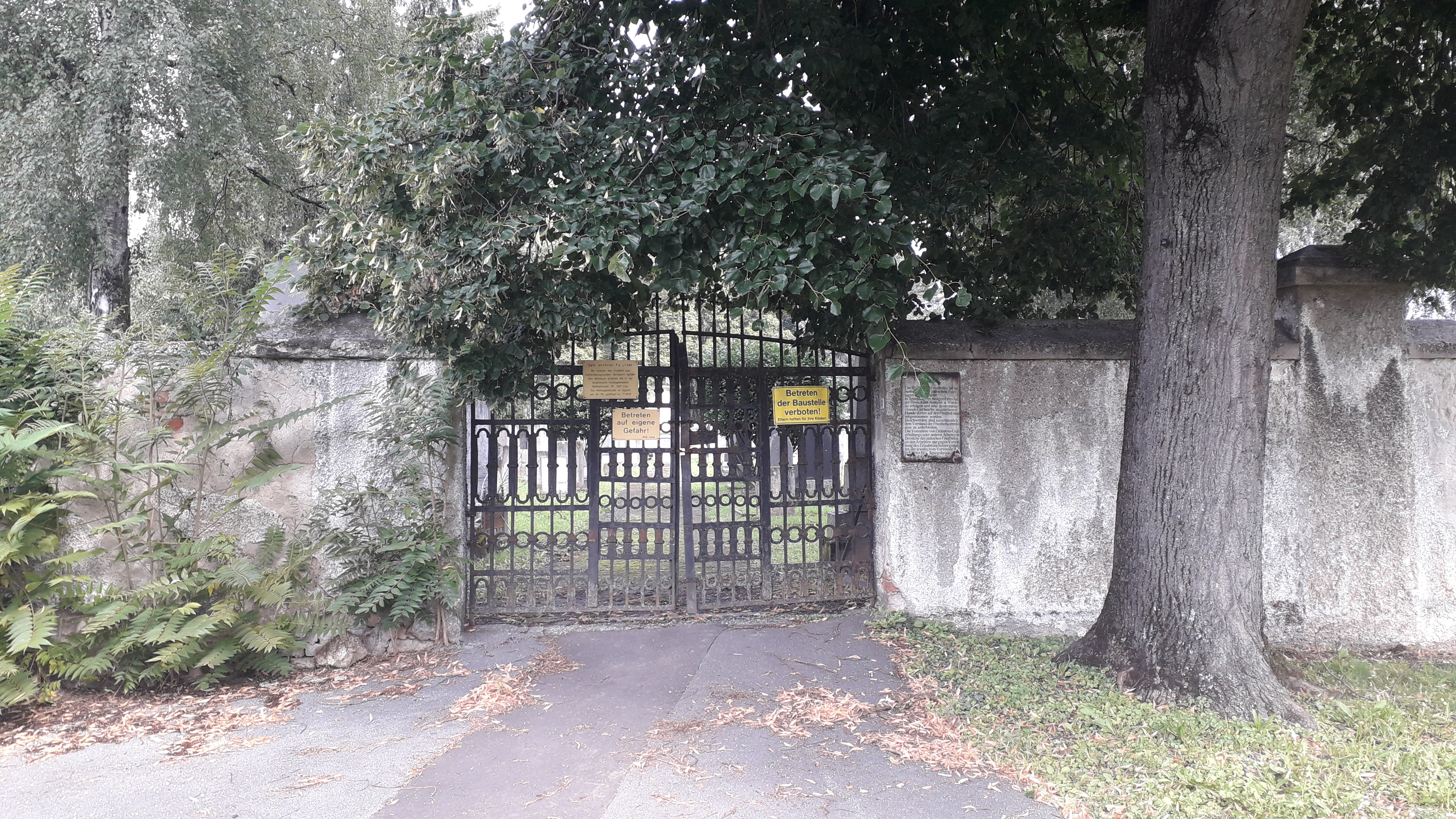
Eingang zum Jüdischen Friedhof Linz

Juden wohnten in Linz seit der Mitte des 13. Jahrhunderts nicht in einem Ghetto, sondern integriert im Gebiet des heutigen Altstadtviertels. 
Ab 1420 setzten – nach antisemitischen Gerüchten über einen Hostienfrevel – Vertreibungen und Dezimierungen der jüdischen Gemeinde ein (die so genannte „Wiener Gesera“), die mehrere Jahrhunderte andauern sollten. 
Eine Ausnahme bildete allenfalls der Linzer Hof Kaiser Friedrichs III. Dieser hatte mit Jacob ben Jechiel Loans einen jüdischen Leibarzt, und auch der deutsch Hebraist Johannes Reuchlin war ein gern gesehener Gast am Linzer Hof Friedrichs III. 
Bis zur Mitte des 19. Jahrhunderts waren Juden in Linz nur auf Märkten anzutreffen; das Wohnrecht innerhalb der Stadt wurde ihnen verwehrt. Verstorbene Linzer Juden wurden daher auf den Friedhöfen von Rosenberg und Kaladey in Böhmen bestattet. Nach 1849 verbesserte sich die Lage, vor allem aus der Gegend von Nürnberg und aus Böhmen und Mähren wanderten Juden in die Stadt ein. In der „Unteren Badgasse“ befand sich zu dieser Zeit ein eher provisorisches Bethaus. 1867 erfolgte durch das Religionspatent in der k.u.k. Monarchie die rechtliche Gleichstellung mit anderen Religionsgemeinschaften. In den folgenden Jahrzehnten bestand in Linz eine kleine Israelitische Kultusgemeinde, die in den 1920er Jahren am Höchststand knapp 1000 Mitglieder zählte – die Mehrheit davon lebte im Stadtteil Urfahr. Da die jüdische Gemeinde kontinuierlich wuchs, entschloss man sich 1877 zum Bau einer eigenen Linzer Synagoge in dem von dem Kasseler Architekten Albrecht Rosengarten für Synagogen kreierten historistischen bzw. neuromanischen Stil. Sie befand sich in der Bethlehemstraße im Rathausviertel und wurde am 10. Mai 1877 von Rabbiner Abraham Frank eingeweiht.
Bereits zu Beginn der 1930er Jahre setzte angesichts des wachsenden Antisemitismus die Emigration ein. Ab dem Anschluss 1938 setzte die organisierte Vertreibung und Ermordung ein, jüdisches Eigentum wurde arisiert. In der „Reichspogromnacht“ am 10. November 1938 wurde die Linzer Synagoge ein Raub der Flammen, ihre Ruinen befanden sich bis 1967 auf dem Grundstück.
Nach der Zeit des Nationalsozialismus wurden überlebende Häftlinge des KZ Mauthausen bevorzugt in Linz untergebracht. So kam es bereits in den ersten Nachkriegsjahren zu einer Wiedergründung einer Israelitischen Kultusgemeinde in Linz. Mehrere Jahre lang war Simon Wiesenthal deren geschäftsführender Präsident.
Ab 1967 wurde die neue Linzer Synagoge am Standort des 1938 zerstörten Bethauses nach Plänen von Fritz Goffitzer im modernistischen Stil errichtet. Am 2. April 1968 wurde sie nach jüdischem Ritus eingeweiht und bietet seither der zwar kleinen, jedoch wachsenden Linzer Gemeinde ein würdiges Gotteshaus.

## Einrichtungen
Die Israelitische Kultusgemeinde Linz betreibt u. a. die Linzer Synagoge sowie den Jüdischen Friedhof Linz.

## Rabbiner
Im Auftrag der Israelitischen Kultusgemeinde Linz waren u. a. folgende Rabbiner tätig:
- 1861: Wilhelm Stern
- 1876–1883: Abraham Frank
- 1873–1876: Adolf Kurrein
- 1883–1923: Moriz Friedmann
- 1915–1918: Abraham Jakob Mark
- 1923–1938: Viktor Kurrein